# Franco Crespi
Franco Crespi (Crespi d'Adda, 24 maggio 1930 – Perugia, 25 agosto 2022) è stato un sociologo italiano, professore emerito di sociologia all'Università degli Studi di Perugia.

## Biografia[1]
Nato il 24 maggio 1930 a Crespi d'Adda (Milano), il villaggio industriale con al centro un cotonificio creato, nella seconda metà dell’Ottocento, dal suo bisnonno Cristoforo Benigno Crespi.
Dopo aver conseguito, nel 1949, la maturità nel Liceo classico, si è laureato, nel 1954, in Giurisprudenza presso l'Università La Sapienza di Roma. Contemporaneamente agli studi universitari ha anche seguito per tre anni i corsi della Scuola di Servizio Sociale ENSIS a Roma e, nel 1958, ha conseguito il Diploma di Specializzazione in Sociologia nell’Istituto Luigi Sturzo di Roma. Matrimonio, nel 1959, con Maria Caterina Faina di Civitella de' Conti, da cui sono nati quattro figli. Muore il 25 agosto 2022 a Perugia.

## Carriera[1]
Dal 1960 al 1963 ha lavorato presso la Direzione di Roma della FIAT, curando in particolare gli aspetti sociali della grande società automobilistica.
Dal 1962 ha iniziato a insegnare sociologia presso la Libera Università Internazionale degli Studi Sociali (LUISS) di Roma, una università privata poi riconosciuta dallo Stato italiano. In quella stessa università, ha fondato l’Istituto di Studi Sociali, la Scuola di Specializzazione in Sociologia e dato vita alla “Rivista di Sociologia”. Nello stesso anno ha iniziato a Brindisi una ricerca sociologica sugli effetti prodotti dai processi di industrializzazione di quell’area meridionale. I risultati di tale ricerca sono stati pubblicati nel 1964 (Adattamento e integrazione, Giuffré).
Nel 1966, ha conseguito la Libera Docenza in Sociologia e, nel 1967, gli è stato affidato l’incarico di insegnamento di Sociologia nella Università degli Studi di Perugia, dove ha fondato l’Istituto di Studi Sociali da lui diretto fino al 2001. Nella stessa Università, dopo aver vinto, nel 1975, il concorso a professore ordinario, è stato anche direttore della Scuola di Servizio Sociale e preside, dal 1986 al 1992, della Facoltà di Scienze Politiche, concludendo nel 2003 la carriera universitaria, con la sua elezione a Professore Emerito dell'Università degli Studi di Perugia. 
Visiting professor nelle Università Columbia a New York e nella University of California a Berkeley. Direttore di ricerca nella Maison des Sciences de l’Homme di Parigi, ha partecipato a numerosi incontri di studio in diverse Università europee. Membro dell’Associazione Italiana di Sociologia, nella quale è stato per diversi anni Coordinatore della Sezione Processi Culturali, e dell’International Sociological Association, nella quale è stato membro del Research Committee of Sociological Theory.
È stato per alcuni anni direttore della rivista Rassegna Italiana di Sociologia ed è attualmente direttore della rivista “Quaderni di Teoria Sociale” di cui è stato cofondatore. Su invito di Paolo Flores d'Arcais e di Giorgio Ruffolo è stato cofondatore della rivista Micromega. Membro del Comitato Scientifico di numerose altre riviste e direttore di Collane per Laterza e Franco Angeli.

## Ricerche e teorie
La produzione scientifica di Franco Crespi comprende un gran numero di libri e di saggi dedicati sia a temi di teoria sociologica, sia a ricerche empiriche.
I suoi interessi sono rivolti soprattutto all’analisi delle complesse trasformazioni culturali in atto nella modernità e nella post-modernità, nonché a contributi di sociologia della conoscenza. Lungo questa linea, ha sviluppato, nel solco dello storicismo tedesco (Dilthey), sostanziali valutazioni critiche riguardo ai classici della sociologia e ai più importanti sociologi contemporanei, privilegiando in particolare le posizioni dell’individualismo metodologico (Weber, Simmel), dell’interazionismo simbolico (Mead), della sociologia fenomenologica (Schütz) e della teoria critica (Adorno, Horkheimer).
La sua teoria dell’agire sociale è il risultato di una riflessione nella quale aspetti filosofici e sociologici appaiono intimamente connessi. Partendo dal presupposto della stretta relazione tra agire e conoscenza e dal fatto che l’essere umano è fin dall’inizio coinvolto nell’agire all’interno del mondo naturale e di quello sociale, Crespi analizza le conseguenze derivanti dalla dimensione della riflessività della coscienza di sé propria di ogni individuo, ponendo in luce il carattere costitutivo dell’intersoggettività e la dinamica fondata sull’esigenza di riconoscimento reciproco, sottolineata, in un primo tempo, da Hegel e analizzata, ai giorni nostri, da sociologi come Axel Honneth e Nancy Fraser.
In base alla constatazione del carattere ambivalente del rapporto dell’autocoscienza con le forme di determinazione, viene messa in evidenza la tensione tra le esigenze ugualmente vitali, da un lato, di differenziazione da ogni tipo di oggettivazione, proprio dell’autocoscienza, e, dall’altro lato, di identificazione, non potendo la coscienza prescindere dal riferimento a una qualche sua determinazione identitaria. Tale ambivalenza si riflette necessariamente sul rapporto tra l’agire e le forme simbolico-normative indispensabili per l’orientamento e la prevedibilità dei comportamenti sociali. La dinamica sociale appare quindi essenzialmente caratterizzata, al tempo stesso, da processi volti a garantire ordini sociali sufficientemente stabili e processi creativi di costante adattamento e innovazione. Ne consegue che, in ultima analisi, non sussiste alcuna possibilità di un superamento definitivo delle contraddizioni presenti in ogni situazione sociale, ma soltanto soluzioni provvisorie e parziali, più o meno adeguate, di volta in volta, alle aspettative individuali e collettive sorte da costanti cambiamenti dovuti a fattori esterni (eventi ambientali) o a fattori interni determinati dallo stesso agire sociale (nuove esperienze cognitive, possibilità di nuove risorse e di nuove tecnologie, dinamiche di potere, conflitti di classe, guerre ecc,).
In questo contesto, il fenomeno del potere, a partire da una sua definizione generale come “capacità di gestire le contraddizioni”, viene analizzato nelle diverse forme del potere individuale o potere “intrinseco”; potere politico o potere “attribuito”; potere cristallizzato nelle strutture o potere “strutturale”.
Il riconoscimento della insuperabile ambivalenza dell’agire sociale fonda la radicale denuncia di Crespi nei confronti di tutte le forme di assolutizzazione: dogmatismi di tipo religioso, regimi di potere dittatoriali, utopie di una società perfetta senza conflitti e via dicendo. In particolare, viene sottolineato il rischio di una assolutizzazione delle identità individuali e collettive, legate a movimenti e forme comunitarie intolleranti o a nazionalismi di vario tipo, causa di conflitti non ricomponibili mediante compromessi. L’origine del male che affligge la vita umana viene individuata nel desiderio di assoluto, quale tentativo di evadere dai limiti dell’esistenza, nonché nel mancato riconoscimento dell’identità personale e sociale dell’altro, ma anche della sua inoggettivabilità in quanto soggetto dotato di autocoscienza.
La prospettiva aperta da Crespi è fondata sulla distinzione tra le teorie “manipolative” dei sociologi che negano l’originaria e costitutiva socialità degli individui (tendenza presente in autori come Durkheim, Parsons, Adam B. Seligman) e, al contrario, teorie orientate all’”emancipazione”, che, riconoscendo l’originaria socialità degli esseri umani, sono volte a promuovere il potere individuale e collettivo di gestire le contraddizioni, assumendo le proprie responsabilità in vista dell’uguaglianza delle opportunità e della solidarietà generale.
I risultati della riflessione riguardante i diversi aspetti dell’agire sociale vengono specificamente approfonditi nelle analisi puntuali di Crespi circa i problemi dell’identità, il linguaggio e le diverse forme di comunicazione, la funzione della mediazione simbolica, i diversi caratteri delle forme culturali. 
All’interno di tale complessa prospettiva, assume rilevanza il concetto di esistenza, ovvero dell’ex-sistere, come situazione nella quale l’ex rinvia all’apertura propria della riflessività della coscienza e il sistere indica la con-sistenza dei condizionamenti materiali e sociali. L’attenzione ai caratteri propri dell’esistenza e l’adesione ad essa è alla base del “pragmatismo esistenziale” che Crespi considera come il paradigma più adeguato per far fronte ai limiti, ma anche alle grandi possibilità creative presenti nell’esistenza una volta che l’essere umano si sia liberato da ogni prospettiva illusoria. Tale salto di qualità appare potenzialmente realizzabile, tenuto conto della rilevanza che, nelle società attuali, hanno assunto tutti gli aspetti riguardanti la qualità della vita, la ricerca del benessere e dell’autorealizzazione personale.

## Opere
- La sociologia come scienza e la teoria dell'azione sociale, Giuffré, Milano 1964.
- Adattamento e integrazione. Analisi sociologica di alcuni aspetti del processo di industrializzazione in un’area del Mezzogiorno, Giuffré, Milano 1964.
- L’uomo senza dimora, Sapere, Milano, 1974.
- Teoria sociologica e socializzazione del potere, F. Angeli, Milano, 1974.
- Analisi dell’ordine dei frati cappuccini (con Enzo Carli), Etas Kompass, Milano 1974.
- Esistenza e simbolico, Feltrinelli, Milano 1978.
- I nodi dell’autogestione, De Donato, Bari 1981.
- Mediazione simbolica e società, F.Angeli, Milano 1982 (trad. francese Médiation symbolique et société, Méridiens, Paris 1983).
- Assenza di fondamento e progetto sociale, in G. Vattimo e P. A. Rovatti (a cura di) Il pensiero debole, Feltrinelli, Milano, 1983.
- Le strategie delle minoranze attive (con A. Mucchi) Liguori, Napoli, 1988.
- Azione sociale e potere, Il Mulino, Bologna, 1989 (trad. inglese Social Action and Power, Blackwell, Oxford 1992).
- Evento e struttura. Per una teoria del mutamento sociale, Il Mulino, Bologna, 1993 (trad. in spagnolo Acontecimiento y Estructura, Ediciones Nuevas, Buenos Aires 1997).
- Le vie della sociologia, Il Mulino, Bologna, 1994.
- Imparare ad esistere. Nuovi fondamenti della solidarietà sociale, Donzelli, Roma 1994 (trad. in spagnolo Apprender a existir, Alianza Editorial, Madrid, 1997.
- Manuale di sociologia della cultura, Laterza, Bari, 1996 (trad. in portoghese, Manual da sociologia da cultura, Ed. Estampa, Lisboa 1997).
- L’esperienza religiosa nella postmodernità, Donzelli, Roma, 1997 (trad. in brasiliano, A expériencia religiosa na post-modernidade, EDUSC, Bauru).
- Introduzione alla sociologia della conoscenza (con F. Fornari), Donzelli, Roma 1998.
- Teoria dell’agire sociale, Il Mulino, 1999 (trad. in brasiliano, Introduçao a la sociologia do connecimiento, EDUSC, Bauru 2001).
- La sociologia. Contesti storici e modelli culturali (con P. Jedlowski e R. Rauty), Laterza, Bari, 2000.
- Solidarietà in questione (con Serge Moscovici) Meltemi, Roma, 2001.
- Introduzione alla sociologia, Il Mulino, Bologna, 2002.
- Il pensiero sociologico (con Massimo Cerulo), Il Mulino, Bologna, 2022.
- Identità e riconoscimento nella sociologia contemporanea, Laterza, Bari 2004.
- Sociologia del linguaggio, Laterza, Bari, 2005.
- Tempo vola – l’esperienza del tempo nella società contemporanea (a cura di), Il Mulino, Bologna, 2005.
- Il male e la ricerca del bene, Meltemi, Roma, 2006.
- Conoscenza e società, Carocci, Roma, 2007.
- Contro l’aldilà – per una nuova cultura laica, Il Mulino, Bologna, 2008.
- Esistenza-come-realtà. Contro il predominio dell’economia, Orthotes, Napoli-Salerno, 2013.
- Emozioni e ragione nelle pratiche sociali (con Massimo Cerulo), Orthotes, Napoli-Salerno, 2013.
- La maladie de l’absolu, Mimesis France, 2014.
- Pragmatisme existentiel. Eléments pour une théorie de l’agir social, Morlacchi, Perugia 2015.